# 青阳腔
青阳腔，中国戏曲剧种之一，因形成于安徽省池州青阳县境内而得名。大约形成于明朝嘉靖年间，兴盛于明清两代。青阳腔继承了弋阳腔乾唱，融合腔、滚结合的歌唱形式“滚调”，不托管弦。其节以鼓，一唱众和。目前青阳腔已经衰微，演出基本停滞。2006年5月20日，青阳腔列入第一批国家级非物质文化遗产名录。